# Tabel
 For alternative betydninger, se Tabel (flertydig). (Se også artikler, som begynder med Tabel)
Tabel (lat. tabella lille tavle, diminutiv af tabula tavle) er en statistisk oversigt med tallene ordnede i rubrikker kolonnevis og med lapidarisk tekstangivelse i "hoveder" Den indledes normalt med en forspalte for at sikre overskueligheden og omfatter desuden en sammenstilling af kronologiske forløb (f.eks. slægtstavler). En tabel består ofte af data indrammet i en boks.
De mest almindelige tabeller er regnetabelerne, som er kendte fra undervisningen i folkeskolen.
En tabel kan være delt op i rækker og kolloner.

Her er et eksempel på en tabel:
|         | Kolonne A | Kolonne B |
| ------- | --------- | --------- |
| Række 1 | A1        | B1        |
| Række 2 | A2        | B2        |
| Række 3 | A3        | B3        |